# Nokia 6500 Slide
Nokia 6500 Slide – telefon produkowany przez firmę Nokia. Posiada aparat 3,2 Mpx, odtwarzacz MP3 i gry wideo 3D.
W Polsce dostępny jest w dwóch kolorach: srebrnym oraz czarnym.

## Dane techniczne

### Aparat
- Nagrywanie sekwencji wideo w formacie 3gp oraz rozdzielczości 640x480(15 kl./s)
- Zoom cyfrowy 8x
- Aparat 3,2 Mpx z optyką Carl Zeiss Tessar 2.8/4.5
- Druga kamera CIF do wideorozmów (15 kl./s)

Internet
- Przeglądarka internetowa WAP 2.0 z obsługą XHTML
- Yahoo Go!
- UMTS

### Rozrywka
- Gry trójwymiarowe
- Java
- Radio FM (stereo) z RDS i funkcją Visual Radio
- Strumieniowe przesyłanie obrazu wideo
- Oglądanie filmów video
- Możliwość podłączenia kablem dołączonym w zestawie do telewizora (oglądanie filmów, granie w gry na pełnym ekranie)
- Odtwarzacz formatów MP3, AAC, eAAC+, WMA, 3GP

### Komunikacja
- Bluetooth
- USB
- Synchronizacja z komputerem PC

### Organizator
- Budzik
- Notatnik
- Minutnik
- Stoper
- Kalendarz
- Kalkulator
- Tryb samolotowy